# Guntram Schönfeld
Guntram Schönfeld (* 1952 in Rengshausen) ist ein deutscher Prähistoriker. Er war Referent des Fachbereichs für Feuchtbodenarchäologie beim Bayerischen Landesamt für Denkmalpflege. Schönfeld leitete die ersten Ausgrabungen im heutigen UNESCO-Welterbe Pestenacker.

## Leben
Schönfeld wurde im nordhessischen Rengshausen geboren und studierte an der Ludwig-Maximilians-Universität München Vor- und Frühgeschichte, Provinzialrömische Archäologie und Slawistik. Anschließend promovierte er 1982 bei Georg Kossack (1923–2004) mit einer Schrift zu den mittelhelladischen Gräbern der Korinthia und Westattikas. Nachfolgend arbeitete Schönfeld für die Abteilung Athen des Deutschen Archäologischen Instituts (DAI). Bei den durch Klaus Kilian (1939–1992) geführten Grabungskampagnen in der antiken griechischen Stadt Tiryns von 1982 bis zum Frühjahr 1987 leitete Schönfeld gemeinsam mit Christian Podzuweit und Gerhard Hiesel die Keramikbearbeitung. Schönfelds Arbeitsschwerpunkt lag dabei auf der bemalten mykenischen Keramik.
Seit 1988 lebt der Archäologe im Landkreis Landsberg am Lech und arbeitete für das Bayerische Landesamt für Denkmalpflege (BLfD) in München. Zusammen mit dem Archäologen Erwin Keller (1937–2014) und dem Biologen Hansjörg Küster erarbeitete er den Forschungsantrag an die Deutsche Forschungsgemeinschaft (DFG), um im Rahmen des DFG-Schwerpunktprogramms „Siedlungsarchäologische Untersuchungen im Alpenvorland“ die Finanzierung für die ersten Ausgrabungen in der altheimzeitlichen Siedlungskammer Pestenacker unter der Federführung des BLfD zu sichern.
Schönfeld leitete in mehreren Grabungskampagnen die 1988 begonnenen Untersuchungen in Pestenacker, das 2011 gemeinsam mit 110 anderen zirkumalpinen Plätzen zum UNESCO-Welterbe erklärt wurde. Textilien aus dieser Siedlung zählen zu den ältesten in Bayern entdeckten Funden dieses Typs, zudem konnte mit Hilfe der Archäologin Sibylle Bauer, die damals das dendrochronologische Forschungslabor des Landesdenkmalamtes aufbaute, eine genaue Altersbestimmung vorgenommen werden. Zu Pestenacker legte Schönfeld die bis heute grundlegenden Erstbeschreibungen vor. Der Fundkomplex von Pestenacker umfasst insgesamt drei aufeinanderfolgende Siedlungsstellen mit jeweils mehreren Bauphasen: Pestenacker-Nord (einphasig), Unfriedshausen (zweiphasig) und Pestenacker (vier Phasen). Für ein größeres Publikum beleuchtete Schönfeld auch die in der oberbayerischen Seenlandschaft verborgenen Pfahlbausiedlungen an den Seeufern und Inseln. 
Als wissenschaftlicher Mitarbeiter des BLfD war Schönfeld für den Arbeitsbereich Feuchtbodenarchäologie zuständig. Neben vorgeschichtlichen Projekten begleitet und leitet er auch Untersuchungen bei nachchristlichen archäologischen Forschungen, so beispielsweise 2002 bei den Feuchtbodenuntersuchungen im Lagerdorf des Kastells Dambach. 2016 ging Schönfeld in den Ruhestand. Die Koordination der Aufarbeitung des Pestenacker-Projektes wurde anschließend von Anneli Wanger-O’Neill übernommen.
In seinem Heimatlandkreis Landsberg wurde Schönfeld in Nachfolge des Lehrers Anton Huber (1934–2016) vom Kreistag in den Jahren 2009 bis 2016 zum ehrenamtlicher Kreisheimatpfleger für die Bodendenkmäler berufen, bevor er in dieser Funktion von Bernd Steidl abgelöst wurde.
Der heute in Kaufering ansässige Schönfeld hat zahlreiche Aufsätze zu archäologischen Umblicken und Einzelfragen in verschiedenen Fachzeitschriften veröffentlicht. Außerdem verfasste er Beiträge für Heimat- und Jahrbücher, für Festschriften, Vorträge und Ausstellungskataloge. Daneben veranstaltet er öffentliche archäologische Führungen und Fahrradtouren.

## Schriften (Auswahl)
- Die altheimzeitliche Feuchtbodensiedlung von Pestenacker, Ein jungsteinzeitliches Filialsiedlungssystem im Talgrund des Loosbachs bei Unfriedshausen. In: Berichte der Bayerischen Bodendenkmalpflege 50, 2009, S. 137–168.
- Bau- und Siedlungsstrukturen der Altheimer Kulturgruppe. Ein Vergleich zwischen Feuchtboden- und Mineralbodensiedlungen. In: Karl Schmotz (Hrsg.): Vorträge des 19. Niederbayerischen Archäologentages. 2001, S. 17–62.
- Ein jungsteinzeitliches Dorf im Moor bei Unfriedshausen. In: Landsberger Geschichtsblätter, 1995/1996, S. 1–16.
- Die Ausgrabung in der jungneolithischen Talbodensiedlung von Pestenacker, Ldkr. Landsberg am Lech, und ihre siedlungsarchäologischen Aspekte. In: Bericht der Römisch-Germanischen Kommission 71, 1990 (1991), S. 355–380.
- Bericht zur bemalten mykenischen Keramik. Ausgrabungen in Tiryns 1982–83. Die Phasen SH IIIA-Spät bis SH IIIB-Mitte. In: Archäologischer Anzeiger, 1988, S. 153–211.
- Mittelhelladische Gräber aus Corinthia und Westattika. Studien zu Grabbau und Chronologie. München 1982 (= Dissertation)